# Radim Černický
Radim Černický (* 18. únor 2001) je český profesionální fotbalista, který hraje na pozici defensivního záložníka či středního obránce za český klub FC Slovan Liberec.

## Klubová kariéra

### Mládežnické roky
Černický je odchovancem Liberce.

### FC Slovan Liberec
Premiéru v dresu prvního týmu Liberce si odbyl v červnu 2020 v prvoligovém utkání proti Baníku Ostrava. V první sezóně nastoupil celkem do 4 prvoligových zápasů, branku v nich nevstřelil. Odehrál také dvě utkání v dresu třetiligové rezervy.
V sezóně 2020/21 se dočkal premiéry také v evropských pohárech, když nastoupil na poslední minuty utkání základní skupiny Evropské ligy proti Hoffenheimu. V ligové sezóně pak k 5. březnu 2021 odehrál jedno utkání v nejvyšší soutěži a jeden zápas v rámci MOL Cupu. Čtyřikrát pak pomohl rezervnímu týmu. Ani jednou se střelecky neprosadil.

## Klubové statistiky
- aktuální k 5. březen 2021

| Tým                 | Sezona            | Liga   | Liga   | Pohár  | Pohár  | Evropské poháry | Evropské poháry |
| Tým                 | Sezona            | Zápasy | Branky | Zápasy | Branky | Zápasy          | Branky          |
| ------------------- | ----------------- | ------ | ------ | ------ | ------ | --------------- | --------------- |
| FC Slovan Liberec B | 2019/20 (3. liga) | 2      | 0      | -      | -      | -               | -               |
| FC Slovan Liberec B | 2020/21 (3. liga) | 4      | 0      | -      | -      | -               | -               |
| FC Slovan Liberec   | 2019/20           | 4      | 0      | -      | -      | -               | -               |
| FC Slovan Liberec   | 2020/21           | 1      | 0      | 1      | 0      | 1               | 0               |
| Celkem              | Celkem            | 11     | 0      | 1      | 0      | 1               | 0               |